# パルスター
『パルスター』（PULSTAR）は、エイコムが開発しSNKが1995年8月28日に発売したアーケードゲーム、およびその作品中に登場する架空の部隊の名称である。

## 概要
ジャンルは横スクロールのシューティングゲームで、ほぼ全てのグラフィックがCGプリレンダリングで描かれており、多彩なアニメーションが売りとなっていた。
チャージショットや、自機の前方に装備されるボイジャー、複雑な地形によるパターン性の高さなど、ゲームデザインはR-TYPEシリーズの影響を強く受けている。
同年9月29日にはネオジオ（ロムカセット）版が、10月27日にはネオジオCD版が発売された。ネオジオ版は業務用のものをそのまま移植したものであるが、ネオジオCD版はステージ間演出の追加などがなされている。2011年6月28日にはプロジェクトEGGで、2012年6月5日にはWii（バーチャルコンソール）で、アケアカNEOGEOでは2017年7月6日にPlayStation 4とXbox Oneで、同年12月21日にNintendo Switchで、2018年4月27日にWindows 
 10で、2022年12月1日にiOSとAndroidでそれぞれ配信された。また、2025年4月10日発売のNintendo Switchパッケージソフト『アケアカNEOGEO セレクション Vol.4』にアケアカNEOGEO版と同等の内容のものが収録されている。
なお、タイトルの「PULSTAR」とは「地球」を指す造語だという。

## ゲームストーリー
西暦2248年、火星ベース基地にて史上初の異生命体からのパルス信号が観測された。それが戦争の発端であるとは人類は知る由もなかった…。一方、異生命体側も人類の信号観測と同時に地球の存在を感知し、光速を遥かに超える速度で地球へと向かい始めた。これに懸念を抱いた太陽系連邦は、不測の事態に備えてスペース防衛軍を創設した。
それから8年後の2256年7月7日の17時、ついに異生命体は太陽系圏内に姿を現し、海王星防衛隊との間で戦闘が勃発した。戦いは激化の一途を辿り、戦禍は瞬く間に太陽系全域に広がっていった。連邦は戦局を打開するため、銀河の中心にある敵本体へ向け、攻撃部隊パルスターを出撃させた。
そして2年後、戦闘は終結し、太陽系連邦はその星々とともに壊滅的なダメージを受けた。海王星は塵となり、木星は太陽系第2太陽と化し、地球も地軸の変化で大陸の60％が水没した。戦闘に向かった攻撃部隊パルスターとの交信も途絶えたままで、隊員たちの生死さえ全く確認できない…。そんな中、敵は追い討ちをかけるように新たな動きを見せていた。追い込まれた連邦は残る戦力をかき集め、第2次攻撃部隊を結成。「全ての敵の根絶」という過酷な指令を与え、再び銀河の中心へと発進させた。

## システム
8方向レバーと2ボタン（Aボタン：ショット、Bボタン：イオの方向切替え）で自機であるDINO246をコントロールし、全8ステージを攻略する。1周で終了。なお、開始ステージをステージ1～4のいずれかから選択することが出来る。
チャージゲージ
ショットボタンの押し続け、もしくは連打によりショットが強化されるゲージ。左側に伸びる赤いゲージと右側に伸びる青いゲージを持つ。
Aボタンを押し続けるとチャージゲージ（青）が右に伸び、放すとゲージの長さに応じた威力と貫通力を持つチャージショットが発射される。
Aボタンを連打するとチャージゲージ（赤）が左に伸び、メインショットと、ゲージの長さに応じてサブショットが発射される。チャージショットと違い、連打を辞めても即座にゲージは消失せず、徐々に中央に戻る。
ボイジャー
アイテムを取得すると、DINO246の前方に装備される防御ユニット。敵弾を防ぐ効果があり（レーザー状の弾は防げない）、敵に直接当ててダメージを与えることもできる。3段階までパワーアップし、2段階目以降はチャージゲージに応じた攻撃をする。
また、AボタンとBボタンを同時に押すと完全分離となり、爆発を起こしてダメージを与える他、DINO246が一時的に無敵状態となる。爆発はボイジャーの種類によって異なる。完全分離後、ボイジャーは失われる。
なお、R-TYPEシリーズのフォースと違い、切り離して攻撃したり、後方に装備することはできない。
イオ
アイテムを取得すると、DINO246の上下に最大2つまで装備されるオプション。Aボタンを押すとショットを発射する。ショットの発射方向はレバーと逆向きになるが、Bボタンを一回押すごとに射撃方向の固定・固定解除を行える。ボイジャーと同様、敵弾を防ぐ効果と触れた敵にダメージを与える効果がある。

### アイテム
基本アイテム
S - スピードアップ
DINO246の移動速度が上昇する。
I - イオ
イオを装備する。
1つ目はDINO246の上に、2つ目は下に装備される。
C - チャージャー
チャージゲージの伸びる速度が2段階まで上昇する。これによりチャージショット、および連打によるサブショットが出しやすくなる。
チャージショットに頼ることの多い本作において最重要アイテムと言える。
ボイジャー
取得することでボイジャーを前方に装備。さらに装備した状態で取得することで、ノーマルショットやチャージショットを強化する。
N - ボイジャー512
チャージショット時に最大8方向に放物線を描きながら拡散、一定地点で収束するニュートリノビームを発射する。
F - ボイジャー328
チャージショット時に障害物で反射するフリップレーザーを3方向に発射する。
R - ボイジャー348
ノーマルショット及びチャージショットがリングレーザーに変化。軌道上に一定間隔で残るリングが射線上の範囲の敵に追加ダメージを与える。チャージショット時はリングが機体幅を大きく上回る。
説明書には「貫通力があり堅い（耐久力の高い）敵に有効」とあるが、堅い敵がリングに触れるとショットそのものが消えてしまうため、どちらかというと耐久力の低い敵をまとめて倒すのに向いており、耐久力の高い敵にはリングを複数掠らせることで強力なダメージを与える。
P - ボイジャー355
ショット連射時にDINO246の周囲を、攻撃判定のある円形のブレイクレーザーが覆う。また、ショット自身にも貫通性能が発生する。
T - ボイジャー356
ショット連射時に機体後方からテールレーザー（ホーミングレーザー）を発射する。ロックされた対象にはロックオンのマーカーがつく。完全分離時はミサイルを放出する。
ミサイル
M - 光子ミサイル
DINO246の前方に爆風を残すミサイルが発射されるようになる。
H - ホーミングミサイル
敵機を追尾する低威力のミサイルが発射されるようになる。
B - スプレッドボム
レバー入力に応じて、斜め4方向に撃ち分けることのできる爆弾が発射されるようになる。

## 関連商品など
サウンドトラック
1995年10月20日、ポニーキャニオンよりサイトロン1500シリーズの一つとして発売された。アーケード／ネオジオ版とネオジオCD版両方のBGM、およびゲーム中の効果音が収録されている。ブックレットにはサウンド担当者藤田晴美のコメントとステージ1のBGMの楽譜が掲載されているほか、初回特典として主人公・山崎薫のカラーイラストが描かれたステッカーが付属。
2019年にはこのサウンドトラックをリマスタリングしたCDが発売されている。藤田晴美の新規コメントもブックレットに掲載されているが、旧サントラにあった効果音は省かれている。
また、上記CDとは別にシティコネクションから2019年に『SNK ARCADE SOUND DIGITAL COLLECTION Vol.4』が発売。こちらは実機からの完全新規録音で、ネオジオCD音源は未収録だがブレイジングスターのBGMも収録されている。
漫画作品
1995年12月22日にアスキーより刊行された『ネオジオコミックVol.1』に、環望によるショートストーリーコミックが掲載された。タイトルは「流星～PULSTAR～」。
続編『ブレイジングスター』の設定とは異なり、主人公の姉「山崎直美」が戦死したことになっている（髪型等のデザインや軍人としての階級も異なる）。